# Johannes Meyer (Schauspieler)

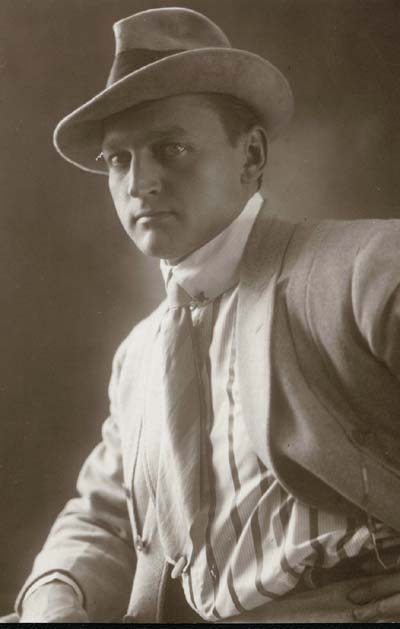
Johannes Meyer

Johannes Siegfred Meyer (* 28. Mai 1884 in Skodsborg; † 4. November 1972 in Kopenhagen) war ein dänischer Schauspieler.

## Leben
Er debütierte 1905 im Kopenhagener Dagmarteatret. 1907 schloss er sich dem Folketeatret an, dem er bis 1916 angehörte. Ab 1916 spielte er beim Det Ny Teater. Von dort kehrte er 1918 zum Dagmarteatret zurück, dessen Ensemblemitglied er bis 1926 blieb.
1941 bis 1953 stand er regelmäßig beim Det Kongelige Teater auf der Bühne. Danach gab er Gastspiele an verschiedenen Theatern.
Meyer wirkte in zahlreichen Filmen renommierter Regisseure wie Carl Theodor Dreyer, Bodil Ipsen und Lau Lauritzen junior  mit. 1949 wurde er mit der Bodil als bester Nebendarsteller in dem Film Støt står den danske sømand ausgezeichnet.
Seit 1953 betrieb Meyer das Regina-Kino in Aarhus und seit 1960 das Metropol in Kopenhagen.
1946 wurde ihm der Dannebrogorden und 1950 das Dannebrogordenens Hæderstegn, ein silbernes Kreuz zum Dannebrogorden, für besondere Verdienste in der Kunst verliehen. 1950 erhielt er den Teaterpokalen, 1955 wurde er mit der Verdienstmedaille Ingenio et arti (lateinisch für: Für Geist und Kunst) und 1964 mit dem Großkreuz zum Dannebrogorden ausgezeichnet. Damit ist er bis heute (2012) der am höchsten dekorierte Schauspieler Dänemarks.
Meyers Grab befindet sich auf dem Kopenhagener Vestre Kirkegård.

## Filmografie (Auswahl)
- 1920: Blätter aus dem Buche Satans (Blade af Satans bog)
- 1920: Das verkaufte Herz (Lavinen)
- 1922: Die Gezeichneten
- 1925: Du sollst deine Frau ehren (Du skal ære din hustru)
- 1937: Inkognito
- 1938: Alarm
- 1940: Aus guten alten Zeiten (I de gode, gamle dage)
- 1944: Frechheit siegt (Teatertosset)
- 1948: Støt står den danske sømand
- 1950: Die roten Pferde (De røde Heste)
- 1958: Das haut einen Seemann doch nicht um
- 1964: Tod bei Tisch (Døden kommer til middag)
- 1964: Tine
- 1967: Hagbard und Signe (Den røde kappe)